# レイコ・B・リスター
レイコ B. リスター（1934年 - 2021年）は、日本の実業家。株式会社エルインターナショナル創業者で代表。
1934年東京生まれ。
専門学校で英語力を磨き、モデル・女優業などを経て23歳でアメリカの軍人と結婚。一女に恵まれるが、社交三昧の生活に疑問を感じ、26歳で翻訳スタッフとしてマックスファクター日本支社に入社。女性の幹部教育を米国本社に提案すると、その責任者に抜擢される。
ファイザーのコティ事業部に招かれ、当時日本で唯一の女性マーケティング部門責任者となる。
1969年、人生の再出発を決意して単身渡米後、離婚。
エスティローダー勤務の後、資生堂アメリカに美容部長としてスカウトされ、全米を飛び回る。その後、シカゴにて化粧品販売のプロを養成する学校を立ち上げる。
1974年、レブロン本社から日本に単身赴任。高級化粧品ボルゲーゼ事業を成功させる。
マックスファクター社からフランスの伝統ブランド「オルラーヌ」を日本に導入する責任者にと要請され、43歳でオルラーヌ・ジャポン社長に就任。日本初の女性外資系企業社長となる。親会社の経営難により日本撤退の危機になると、45歳で化粧品専門商社エル・インターナショナルを設立し、「オルラーヌ」事業を継続。日本輸入化粧品協会理事長などを歴任。
1982年には東京スチュワーデス専門学院の設立にも携わり、20年間学院長を務める。
2001年世界優秀女性起業家賞、２００２年フランス国家功労勲章「シュヴァリエ」、2003年日刊工業新聞社「女性経営者賞」などを受賞。
80歳を過ぎて化粧品業界の第一線を退く。
2021年2月、病没（86歳）。

## 著書
- 『男社会を優雅に泳ぐ魔法の言葉』（講談社、2004年。ISBN 978-4062126724）
- 『「美」のために生きて』（アートデイズ、2022年。ISBN 978-4861192982）

## 出演
- マネーの虎（2003年、日本テレビ）
- 女性社長ボイス（NHK）